# Abraham Zbąski
Abraham Zbąski, auch Abraham Głowacz ze Zbąszynia der Wappengemeinschaft Nałęcz  († vor dem 10. August 1441), war ein polnischer Magnat, Richter von Posen und Anführer der polnischen Hussiten in Großpolen.

## Leben
Abraham Zbąski war Sohn des Woiwoden Jan Głowacz Leżeński und Jadwiga z Leżenic. Er schloss sich bald den polnischen Hussiten an und wurde deren Anführer in Großpolen. Gemeinsam mit Spytko von Mahlstein wurde er damit zum Gegenspieler des Krakauer Bischofs und späteren Kardinals Zbigniew Oleśnicki. Er widersetzte er sich den Plänen des Bischofs, die Regentschaft für den minderjährigen König Władysław III. zu übernehmen. Zusammen mit Spytko von Mahlstein widersetzte er sich bei der Zusammenkunft der Ritterschaft in Piotrków den Zehnt weiter an die Kirche zu zahlen. In der Schlacht bei Grotniki wurden die Polnischen Hussiten von dem Bischof geschlagen und Spytko von Mahlstein fiel auf dem Schlachtfeld. Daraufhin wurde Abraham Zbąski vom Posener Bischof Andrzej Bniński in seinem Heimatort Zbąszyń belagert und 1440 gezwungen, der hussitischen Bewegung abzuschwören und alle Hussiten aus seinen Ländereien zu vertreiben. Kurz darauf verstarb er.